# Segugio Santal

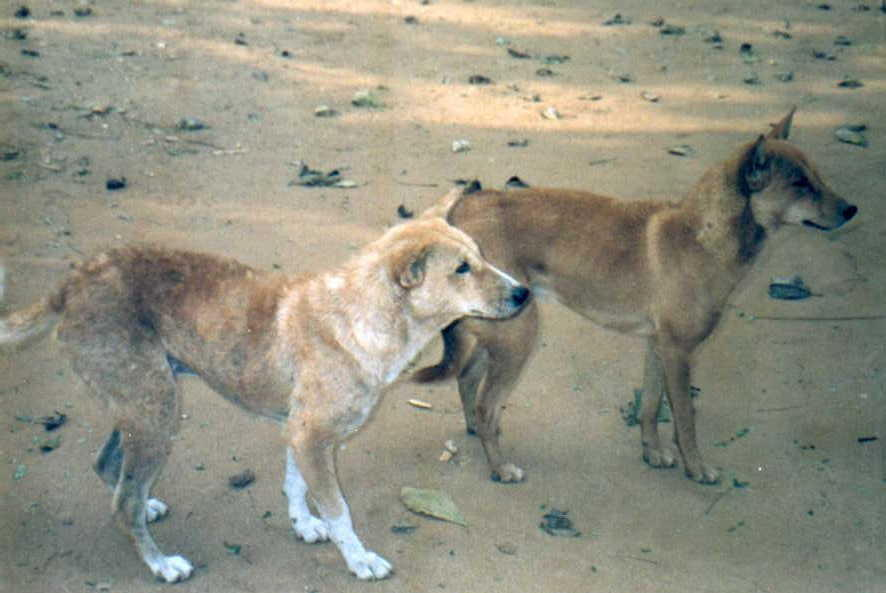
Segugi Santal

Stato nord-orientale dello Jharkhand

Il segugio Santal o anche localmente seuta o kukur o tuio è un cane da caccia indiano, prende il nome dall'omonima tribù, che ha sede nel distretto di Hazaribag, nello stato nord-orientale di Jharkhand.

## Storia
Il cane santal è il più comune nel Jharkhand, Bihar, Bengala e nell'Assam in India e nelle parti meridionali del Nepal.
Parti della popolazione di cani iberi possono probabilmente essere ancora classificate come veri dingo, ma difficilmente ciò vale per tutti i cani liberi.
I cani Santal, però, sono ancora considerati dei dingo più di altri cani pariah in India.
Il cane santal ha un'importanza sacra per il culto dei canini delle popolazioni indiane; ciò è rilevante perché nella storia, il cane ha fatto parte delle credenze spirituali di molte culture e non solo all'India; anche durante il quinto secolo aC nella cultura persiana ed ellenistica in grecia, fenicia e mesopotamica.
A differenza dei dingo australiani, che emigrarono dall'Asia per l'Australia in Oceania 3500-5000 anni fa, la variante indiana deve essere rimasta e si è evoluta in modo indipendente.
Tuttavia, gli studi anatomici mostrano che il dingo australiano e il cane Santal sono quasi identici al 100%, nonostante la dieta sia stata molto diversa.
Il cane Santal è simile al dingo australiano, ma è spesso un po' più piccolo e più snello. Cresce fino a circa 40–50 cm in altezza e pesa in genere 8–15 kg. La lunghezza del corpo è di circa 70–90 cm e la coda è lunga circa 20–32 cm.

## Caratteristiche
Questi cani sebbene non addestrati sono abilissimi nella caccia dello scoiattolo, cervo, cinghiale, o anche del leopardo; essi sono amatissimi dai proprietari che riservano loro porzioni eguali delle prede cacciate. Questo segugio partecipa annualmente ad una sentita caccia rituale in un'area boschiva dell'Hazaribagh, la: Desom Sendra.
È un cane dai caratteri tipicamente primitivi, infatti abbaia poco e solamente durante la caccia, ed è solito in branco ululare alla luna e non, con una voce che è un misto tra una risata e uno jodel. Questo ululare in coro polifonico è simile a quello segnalato nei cani New Guinea singing dog. anche il cane selvatico indiano (Cuon alpinus) e lo Sciacallo indiano (Canis aureus) hanno questo caratteristico ululato.
È un cane di ossatura leggera con gambe alte rispetto alla lunghezza, corpo snello, ha orecchie triangolari a punta; molto vigile e attivo ha un temperamento calmo, corre velocissimo.
Alto 43 cm il maschio, mentre la femmina arriva a 40 cm, pesa 12 kg il maschio e 9,5 kg la femmina; il pelo è corto sottile e fine con una pelle fine.
Coda attaccata alta con uno o due arrotolamenti sulla coscia.
Il colore del pelo è bruno-rossastro e va dal chiaro allo scuro; il giallo-marrone è il colore più comune, mentre il mix di nero o bianco non è accettato. I cani santal pezzati sono classificati come cani pariah o più modernamente INDog.
Come il Dingo, il Basenji e il New Guinea singing dog il segugio santal ha un solo estro all'anno durante la stagione australe della primavera.